# Yumemi Kanda
Yumemi Kanda (神田 夢実 Kanda Yumemi?, nacido el 14 de septiembre de 1994 en Hokkaido) es un futbolista japonés que se desempeña como centrocampista.

## Trayectoria

### Clubes
| Club                       | País  | Año         |
| -------------------------- | ----- | ----------- |
| Hokkaido Consadole Sapporo | Japón | 2013 - 2016 |
| SC Sagamihara              | Japón | 2014        |
| Ehime FC                   | Japón | 2017 -      |

## Estadística de carrera

### J. League
| Club                       | Año   | J. League | J. League | Copa J. League | Copa J. League | Total | Total |
| Club                       | Año   | Part.     | Goles     | Part.          | Goles          | Part. | Goles |
| -------------------------- | ----- | --------- | --------- | -------------- | -------------- | ----- | ----- |
| Consadole Sapporo          | 2013  | 4         | 0         | -              | -              | 4     | 0     |
| SC Sagamihara              | 2014  | 10        | 0         | -              | -              | 10    | 0     |
| Consadole Sapporo          | 2015  | 7         | 0         | -              | -              | 7     | 0     |
| Hokkaido Consadole Sapporo | 2016  | 6         | 0         | -              | -              | 6     | 0     |
| Ehime FC                   | 2017  | 17        | 1         | -              | -              | 17    | 1     |
| Total                      | Total | 44        | 1         | 0              | 0              | 44    | 1     |